# Jakše
Jakše je priimek v Sloveniji, ki ga je po podatkih Statističnega urada Republike Slovenije na dan 1. januarja 2010  uporabljalo 432 oseb.  

## Znani nosilci priimka
- Barbara Jakše (por. Jeršič) (*1967), fotografinja
- Boštjan Jakše, kondicijski trener, nutricionist
- Jernej Jakše, prof. BF UL - agronomija
- Lado Jakše - "Jaka" (*1932), športni delavec, mednarodni nogometni sodnik
- Ljuban Jakše (1912—1993), partizan prvoborec, vosovec, novinar in šahovski delavec
- Marijana Jakše (*1952), agronomka
- Majda Jakše Ujčič (*1933), bibliotekarka, bibliografka...
- Marko Jakše (1928—1978?), novinar
- Marko Jakše (*1959), slikar
- Marta Remškar (r. Jakše) (1907—1984), plesalka, koreografinja in pedagoginja
- Mirko Jakše (1917—1977), gospodarstvenik, diplomat
- Tone Jakše, fotograf
- Tone Jakše - "Jaka" (*1944), novinar, pisatelj, urednik, izseljenski delavec na Švedskem, publicist
- Žan Jakše (*1996), kajakaš